# Ben Witter
Ben Witter (* 24. Januar 1920 in Hamburg; † 12. Dezember 1993 ebenda) war ein deutscher Journalist und Schriftsteller.

## Leben und Werk
Als Jugendlicher war Witter Mitglied im Deutschen-Pfadfinder-Bund und besuchte, obwohl aus einfachen Verhältnissen stammend, eine höhere Schule. Nach einer Ausbildung zum Verlagsbuchhändler und Antiquar begann er ein Volontariat beim Hamburger Fremdenblatt und arbeitete nach Bestehen der Schriftleiterprüfung als Lokalredakteur. Im Frühjahr 1943 wurde Witter als „untragbarer Intellektueller“ auf Betreiben des Reichspropagandaamtes Hamburg entlassen. Aufgrund einer in seiner Kindheit erlittenen Meningitis-Erkrankung war er nicht wehrdiensttauglich und wurde infolgedessen unter anderem zur Bergung und Identifizierung von Bombenopfern während der Operation Gomorrha dienstverpflichtet.
Nach Kriegsende arbeitete Witter im Redaktionsstab der neu gegründeten Tageszeitung Die Welt, von 1948 bis 1953 als Chefreporter. Auf Wunsch Ernst Schnabels wurde Witter 1953 ständiger Mitarbeiter beim Nordwestdeutschen Rundfunk. Gleichzeitig wurde er Kolumnist und Reporter der Wochenzeitung Die Zeit. Besondere Aufmerksamkeit erhielten seine Prominentenporträts und Spaziergänge mit Prominenten, die 1969 und 1982 auch in Buchform erschienen. 
Zu seinem schriftstellerischen Werk gehören Gedichte, Erzählungen, Romane und Kinderbücher.

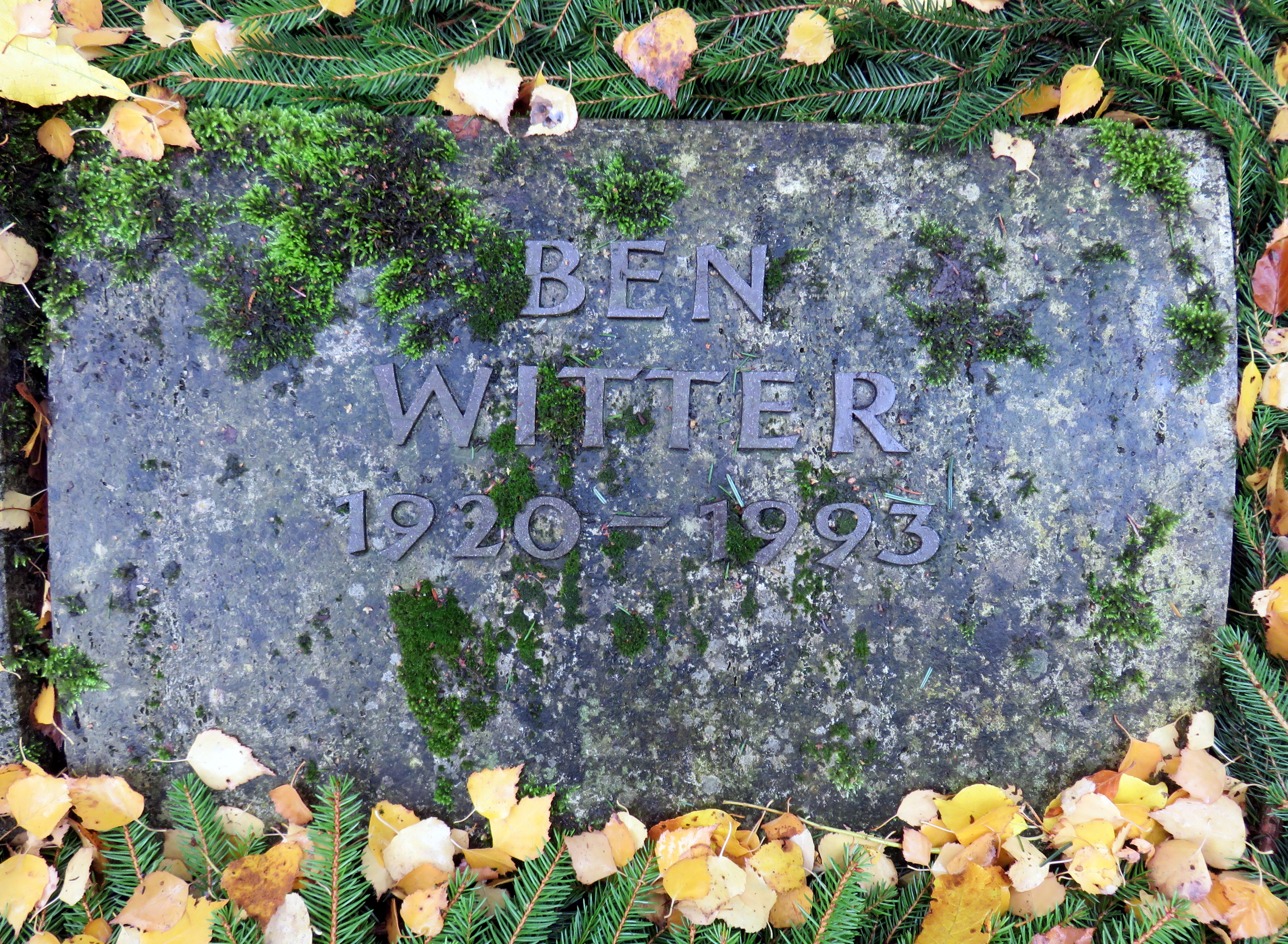
Kissenstein Ben Witter auf dem Friedhof Ohlsdorf

Von seinem Erstling, Tagebuch eines Müßiggängers (1962), bis in die späten Jahre (Müßiggang ist allen Glückes Anfang, 1985) widmete er sich der Kunst der Selbstbetrachtung. Siegfried Lenz, ein Verfechter und Herausgeber von Witters Erzählwerken, lobte dessen Sinn für Feinheiten: „Um die armen Winkel des Ich zu vermessen, ist ihm das Unscheinbare allemal bedeutend genug.“
Witter war auch bekannt als Vorleser eigener Werke. Sein Müßigkeit ist allen Glückes Anfang z. B. erschien bereits ein Jahr vor Druck in Auszügen als Lesung auf Schallplatte. „(…) nach dem Hören ist man sogleich versucht, einen achtsameren Umgang mit sich zu pflegen“, schrieb Lenz für den Plattentaschentext.
Ben Witter starb 1993 an Herzversagen. Sein Vermögen wurde in die Ben-Witter-Stiftung überführt, die jährlich den testamentarisch gestifteten Ben-Witter-Preis für Journalisten vergibt. Sein schriftlicher Nachlass befindet sich in der Staats- und Universitätsbibliothek Hamburg. Witter wurde auf dem Ohlsdorfer Friedhof in Hamburg im Planquadrat D 13 südlich von Kapelle 4 beigesetzt.

## Ehrungen
- 1950: Kurzgeschichten-Preis des New York Herald Tribune
- 1968: Theodor-Wolff-Preis[2]
- 1985: Medaille für Kunst und Wissenschaft (Hamburg)
- 1992: Großes Verdienstkreuz der Bundesrepublik Deutschland

## Werke
- Moment mal! 121 Versuche, den Augenblick zu retten. Hrsg. von Rolf Michaelis. Hamburg: Hoffmann und Campe, 2007. ISBN 978-3-455-40028-1.
- Angst auf weiße Zettel schreiben und andere Texte. Ausgewählt und eingeleitet von Siegfried Lenz. Hamburg: Luchterhand-Literaturverlag, 1993.
- Angetippt. Zeitgeschehen im Handumdrehn. Mit einem Vorwort von Helmut Schmidt und Zeichn. von Luis Murschetz. Hamburg/Zürich: Luchterhand-Literaturverlag, 1992.
- Strassenbekanntschaften. Kurzprosa. Mit Zeichn. von Margrit von Spreckelsen-Elmenhorst. Reinbek: Rowohlt, 1990.
- Schritte und Worte. Zeitgeschichte in Augenblicken. Hrsg. und eingeleitet von Siegfried Lenz. Hamburg: Hoffmann und Campe, 1990.
- Das Cello auf dem Dach. Geschichten von kleinen Leuten und großen Träumen, von komischen Käuzen und ernsten Fällen. Würzburg: Edition Pestum, 1989.
- Minutenpoesie. Mit Zeichn. von Hans Hillmann und einem Nachwort von François Bondy. Hamburg: Hoffmann und Campe, 1988.
- Es geht auch ohne Helden. Männergeschichten. Mit Ill. von Horst Janssen. Frankfurt a. M.: Fischer-Taschenbuch-Verlag, 1986.
- Müßiggang ist allen Glückes Anfang. Mit Zeichn. von Horst Janssen. Hamburg: Hoffmann und Campe, 1985.
- Sensationen im Sessel. Aus dem Berufs- und Liebesleben der Deutschen. Mit Zeichn. von Tomi Ungerer und Hanno Engler. München: Deutscher Taschenbuch-Verlag, 1983.
- Frauen am Nachmittag. Mit Zeichn. von Margrit von Spreckelsen. Frankfurt a. M.: Fischer-Taschenbuch-Verlag, 1980.
- Unglaubliche Zumutungen. Neue und gebrauchte Geschichten. Frankfurt a. M. u. a.: Ullstein, 1980.
- Nachts, wenn wir schlafen. 36 Großstadtgeschichten. Mit Zeichn. von Hans-Georg Rauch. Hamburg: Hoffmann und Campe, 1977.
- Prominentenporträts. Frankfurt a. M.: Fischer-Taschenbuch-Verlag, 1977.
- (mit Tomi Ungerer): Liebesdienste. Anweisungen zum Töten – ein unzerreißbares Bilderbuch für Erwachsene. Hamburg: Hoffmann und Campe, 1976.
- Nachrichten aus der Unterwelt. Mit Offsetlithographien von Dieter Huthmacher. Düsseldorf: Eremiten-Presse 1976.
- Zu heiß für einen Montag. Dunkle Geschichten. Mit Zeichn. von Pit Morell. München/Zürich: Piper, 1974.
- Mit vorzüglicher Hochachtung. Deutsche Prototypen. München: Piper, 1974.
- Ärgernisse. Mit Zeichn. von Pit Morell. München/Wien: Langen-Müller, 1971.
- Amschel, das Zigeunermädchen. Mit Ill. von Dieter Lange. Wien/Heidelberg: Ueberreuter, 1971.
- Nebbich, Löcher im Lachen. Mit Zeichn. von Pit Morell. München/Wien: Langen-Müller, 1970.
- Deutschland, deine Ganoven. Protokolle aus der Unterwelt. Mit Zeichn. von Horst Janssen. Hamburg: Hoffmann und Campe, 1970.
- Conny und Pieps. Große Ferien auf einem alten Schiff. Mit Ill. von Dieter Lange. Reutlingen: Ensslin & Laiblin, 1970.
- Spaziergänge mit Prominenten. Zürich: Diogenes, 1969.
- Schwupp und das Rätsel im Gewölbe. Mit Ill. von Erich Hölle. Reutlingen: Ensslin & Laiblin, 1969.
- Tagebuch eines Müßiggängers. Hamburg: Claassen, 1962.